# Sonneberg
Sonneberg – miasto powiatowe w Niemczech, w kraju związkowym Turyngia, siedziba powiatu Sonneberg. Leży u podnóża Lasu Turyńskiego, liczy 23 796 mieszkańców (2013).
Począwszy od XVIII wieku miasto znane głównie jako ośrodek produkcji zabawek. Siedziba przedsiębiorstwa Piko, specjalizującego się w modelarstwie kolejowym.
W mieście znajduje się stacja kolejowa z dworcem Sonneberg Hauptbahnhof.
31 grudnia 2013 do miasta przyłączono gminę Oberland am Rennsteig, która stała się automatycznie jego dzielnicą.

## Współpraca
Miejscowości partnerskie:
- Göppingen, Badenia-Wirtembergia
- Neustadt bei Coburg, Bawaria